# Pseudohynobius guizhouensis
Espèce
Pseudohynobius guizhouensis est une espèce d'urodèles de la famille des Hynobiidae.

## Répartition
Cette espèce est endémique du Guizhou en Chine. Elle se rencontre dans le Xian de Guiding à 1 650 m d'altitude.

## Étymologie
Son nom d'espèce, composé de guizhou et du suffixe latin -ensis, « qui vit dans, qui habite », lui a été donné en référence au lieu de sa découverte, la province du Guizhou.

## Publication originale
- Li, Tian & Gu, 2010 : A new species of the genus Pseudohynobius (Caudata, Hynobiidae) from Guizhou, China. Acta Zootaxonomica Sinica, vol. 35, p. 407-412.